# HMS Victory
El HMS Victory es un navío de línea británico, famoso por participar en 1805 en la batalla de Trafalgar como buque insignia del almirante Horatio Nelson. En su tiempo fue el barco más grande de la Marina Real británica. Aunque se encuentra en un dique seco del puerto de Portsmouth (Hampshire) en el sur de Inglaterra, Reino Unido, como museo, el Victory sigue siendo el buque insignia del Segundo Lord del Mar (Second Sea Lord, una distinción honorífica propia de la Marina Real británica).
Es el único navío de línea que ha sobrevivido hasta el presente en condiciones originales. El estadounidense USS Constitution (botado en 1795) también ha sido conservado, pero no es un navío de línea sino una fragata.

## Historia

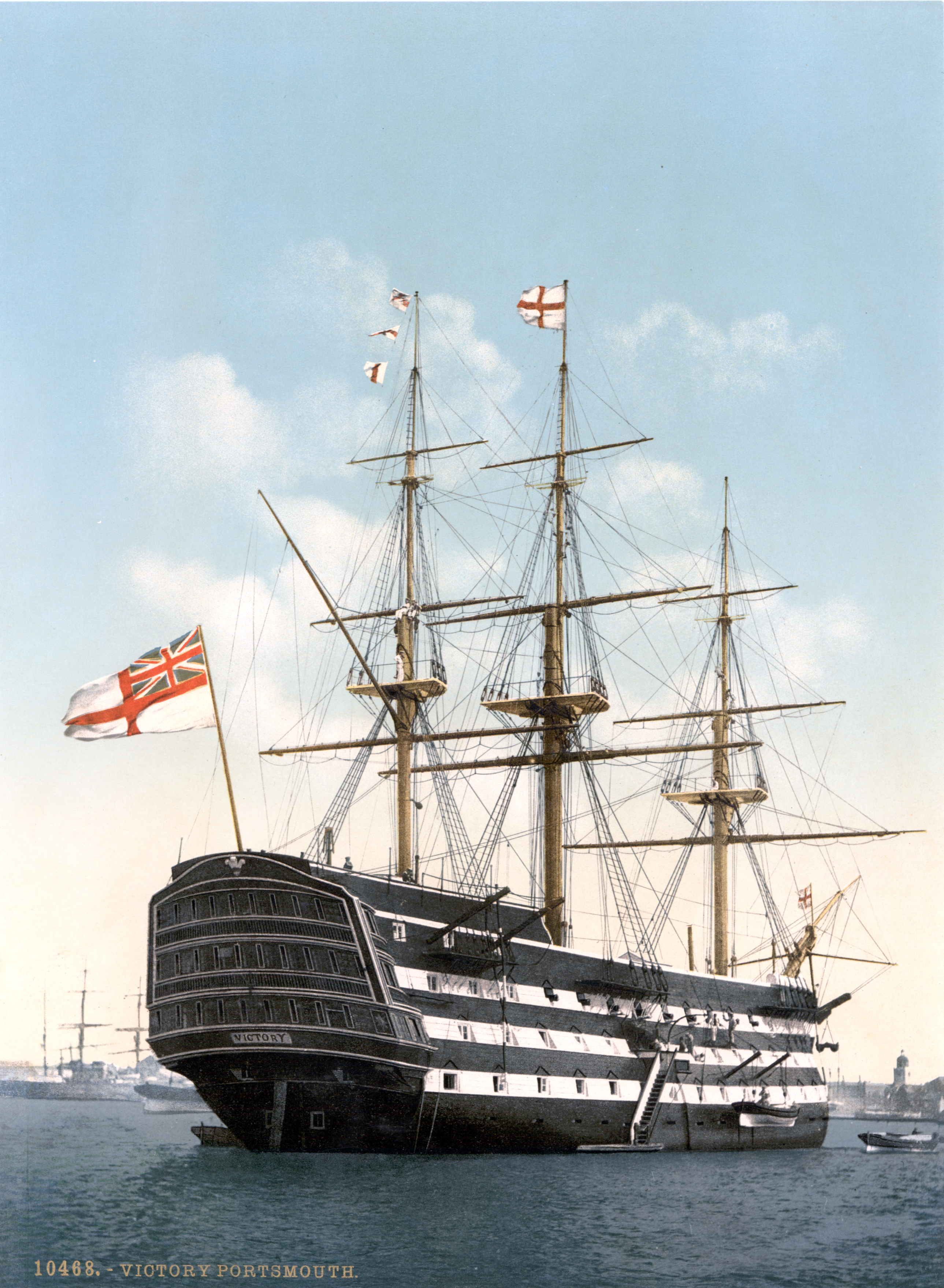
El HMS Victory en Portsmouth en 1900

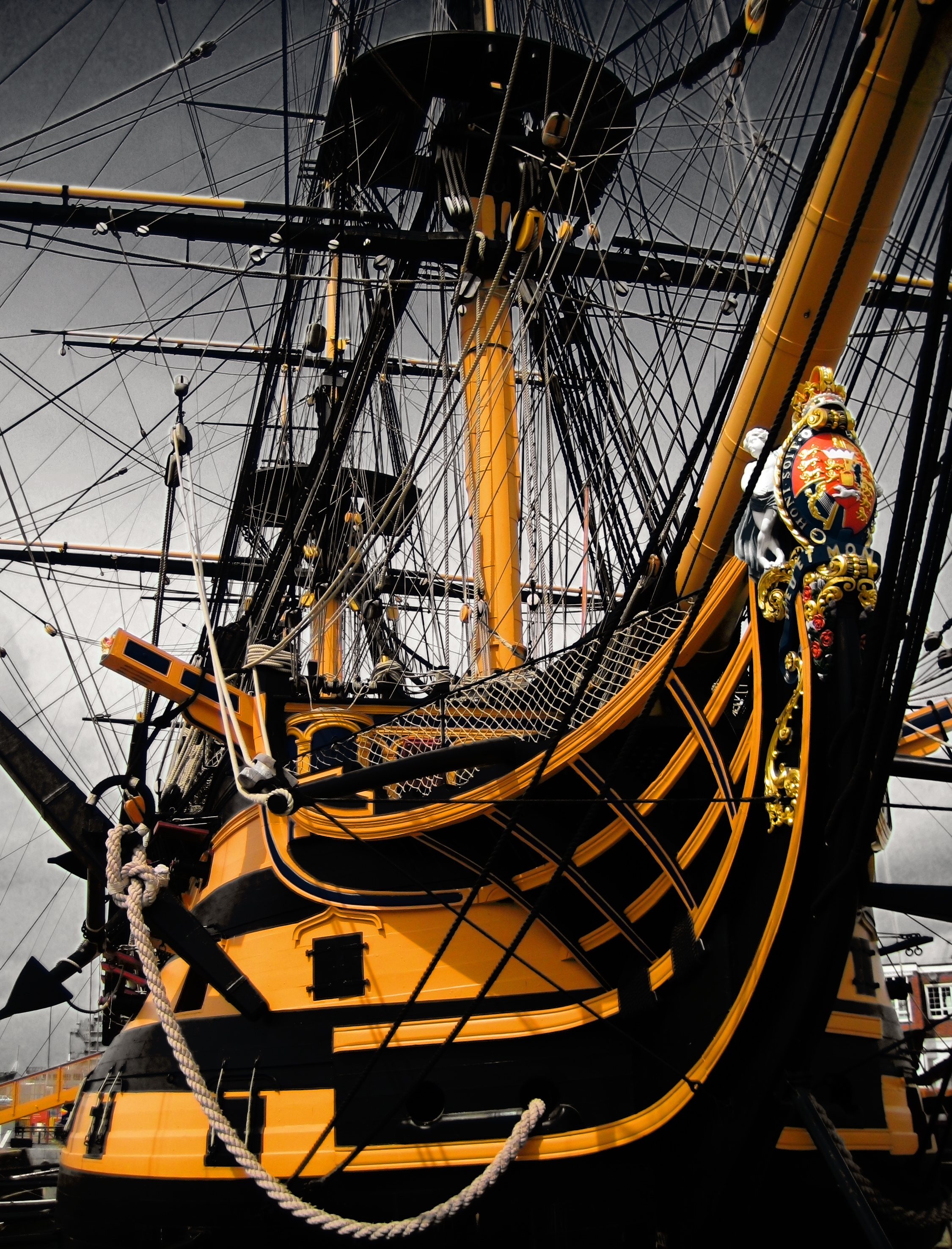
Mascarón de proa del HMS Victory en 2007

### Construcción
En 1758, después de que el presupuesto y los planos de un nuevo navío de tres puentes fueran aprobados, la Marina Real británica dio orden a los astilleros de Chatham de que empezaran la construcción del buque, comenzada al año siguiente, en 1759. Se debatió durante un tiempo acerca de si se debía o no bautizar al buque con el nombre de Victory, puesto que el precedente Victory había zozobrado en 1744 con toda su tripulación a bordo, pero el HMS Victory fue finalmente botado y bautizado en 1765. El resto de obras (arboladura, velamen, armamento, etc.) fue progresivamente completado hasta que en 1778 el navío pudo ser atribuido al servicio activo.
Era un barco que podía alcanzar los 11 nudos (20 km/h).

### La vida a bordo
Se solia transportar animales en aquella época, los bueyes se usaban y se mantenian vivos para consumo.
Los gatos servian para auyentar las ratas, mientras que el ganado vacuno, los cerdos, las cabras y las gallinas a bordo proporcionaban leche fresca, huevos y carne.
Los 821 marineros consumían unas 5000 calorías diarias cada uno, generalmente, tomaban una comida caliente al día que, para cuando la consumían, solía estar fría. Los pudines de ternera hervida con sebo o cerdo hervido con guisantes eran platos comunes, pero también se disfrutaba ocasionalmente de pollos asados al espeto y carne fresca. A los marineros se les permitía tener animales vivos como pollos a bordo, a su propio cargo. Para desayunar, los hombres comían unas gachas de avena endulzadas con melaza llamadas "burgoo". Las galletas, los guisantes y la avena se almacenaban en barriles o bolsas de pan en la bodega, aunque algunos se echaban a perder porque los barriles goteaban y se infestaban de gusanos. El agua potable escaseaba, así que los hombres bebían cerveza con zumo de limón para prevenir el escorbuto, y el ron y los licores se subían de contrabando a bordo con regularidad.

### En servicio

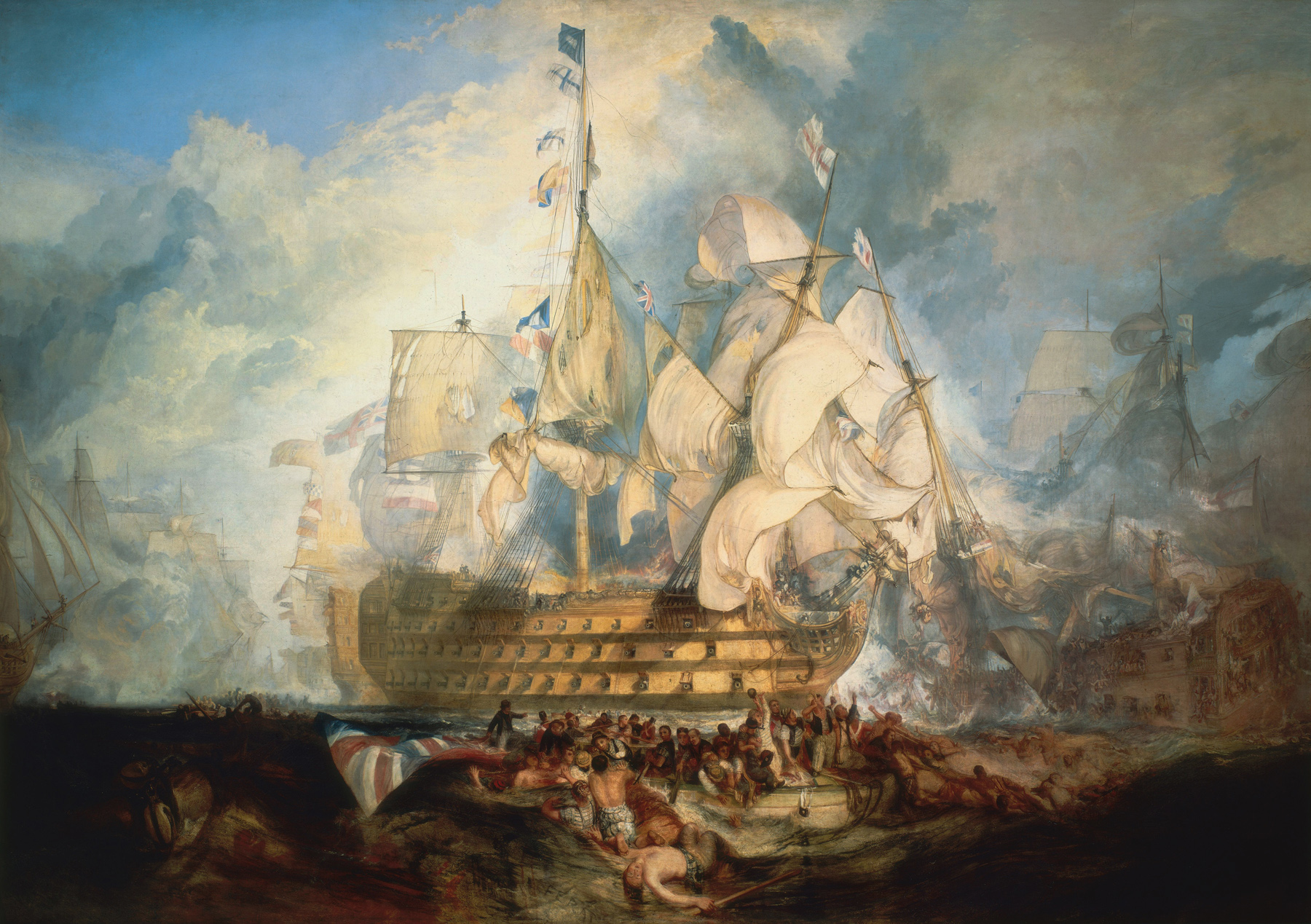
El Victory en la Batalla de Trafalgar, óleo de Joseph Mallord William Turner.

El Victory conoció su bautismo de fuego en el año mismo en que entró en servicio, 1778, año en que participó en la primera batalla de Ushant, durante la guerra de Independencia de los Estados Unidos. También participó en la segunda batalla de Ushant (1781, también durante la guerra de Independencia estadounidense) y en la batalla del Cabo de San Vicente (1797, durante las guerras revolucionarias francesas). En febrero de 1798 el Almirantazgo Británico decidió anclar el Victory en Chatham para que fuera reconvertido en un buque hospital destinado a prisioneros de guerra españoles y franceses. Sin embargo al año siguiente, en octubre de 1799, el HMS Impregnable encalló por accidente frente a las costas de Inglaterra. Escaseando cada vez más en primera línea de combate los buques de tres puentes, la pérdida de este tres puentes hizo tomar al estado mayor británico la decisión de volver a poner al Victory en servicio activo en alta mar. Las obras de reacondicionamiento para el combate naval, en Portsmouth, encontraron una serie de dificultades y duraron tres años, de 1800 a 1803. El 11 de abril de ese año zarpó de Portsmouth al mando del capitán Samuel Sutton, quien a bordo del Victory recuperó la fragata Ambuscade el 28 de mayo (esta fragata británica había sido capturada por los franceses y rebautizada como Embuscade y solo fue de vuelta a Inglaterra en 1803 cuando recuperó su nombre original inglés).
El 30 de mayo, frente a las costas de Tolón, el capitán Sutton intercambió el mando del Victory con el del Amphion, comandado hasta entonces por el vicealmirante Horatio Nelson, quien daría al Victory la fama que aún posee hoy en día. Dos años después de ser asignado al mando del Victory, Nelson participó en la batalla de Trafalgar, la más decisiva de las guerras napoleónicas, pues fue la que puso término a las armadas francesa y española, ofreciendo de este modo al Reino Unido una supremacía marítima que duraría hasta la Segunda Guerra Mundial. Sin embargo, Nelson no tuvo ocasión de saber de su victoria, pues falleció durante la batalla en el curso de un combate cerrado con el Redoutable, un gran navío francés de 74 cañones. Desde las cofas del Redoutable un tirador alcanzó entonces a Nelson. El tiro de mosquete entró por su hombro izquierdo y bajó directamente hasta sus costillas, rompiendo dos de ellas, que perforaron su pulmón izquierdo y cortaron la arteria pulmonar, y finalmente se alojó en su columna vertebral, provocando una lenta muerte al entrar sangre en el pulmón con cada latido del corazón del vicealmirante.
En la batalla de Trafalgar, el Victory disponía de 104 cañones:
- 1.ª cubierta: 30 cañones de 32 libras.
- 2.ª cubierta: 28 cañones de 24 libras.
- 3.ª cubierta: 30 cañones de 12 libras (largos).
- Alcázar: 12 cañones de 12 libras (cortos).
- Castillo de proa: 2 cañones de 12 libras (medios) y 2 carronadas de 68 libras.

Después de la batalla de Trafalgar el Victory sirvió bajo el mando de varios almirantes hasta que en 1812 fue retirado del servicio activo y anclado indefinidamente en el puerto de Gosport (un distrito de Portsmouth) para ser utilizado como almacén flotante de mercancías. Desde 1889 hasta 1906 sirvió como escuela de telegrafía de la Marina Real, hasta que la escuela abandonó el buque y éste se fue deteriorando con el paso de los años.

### Restauración

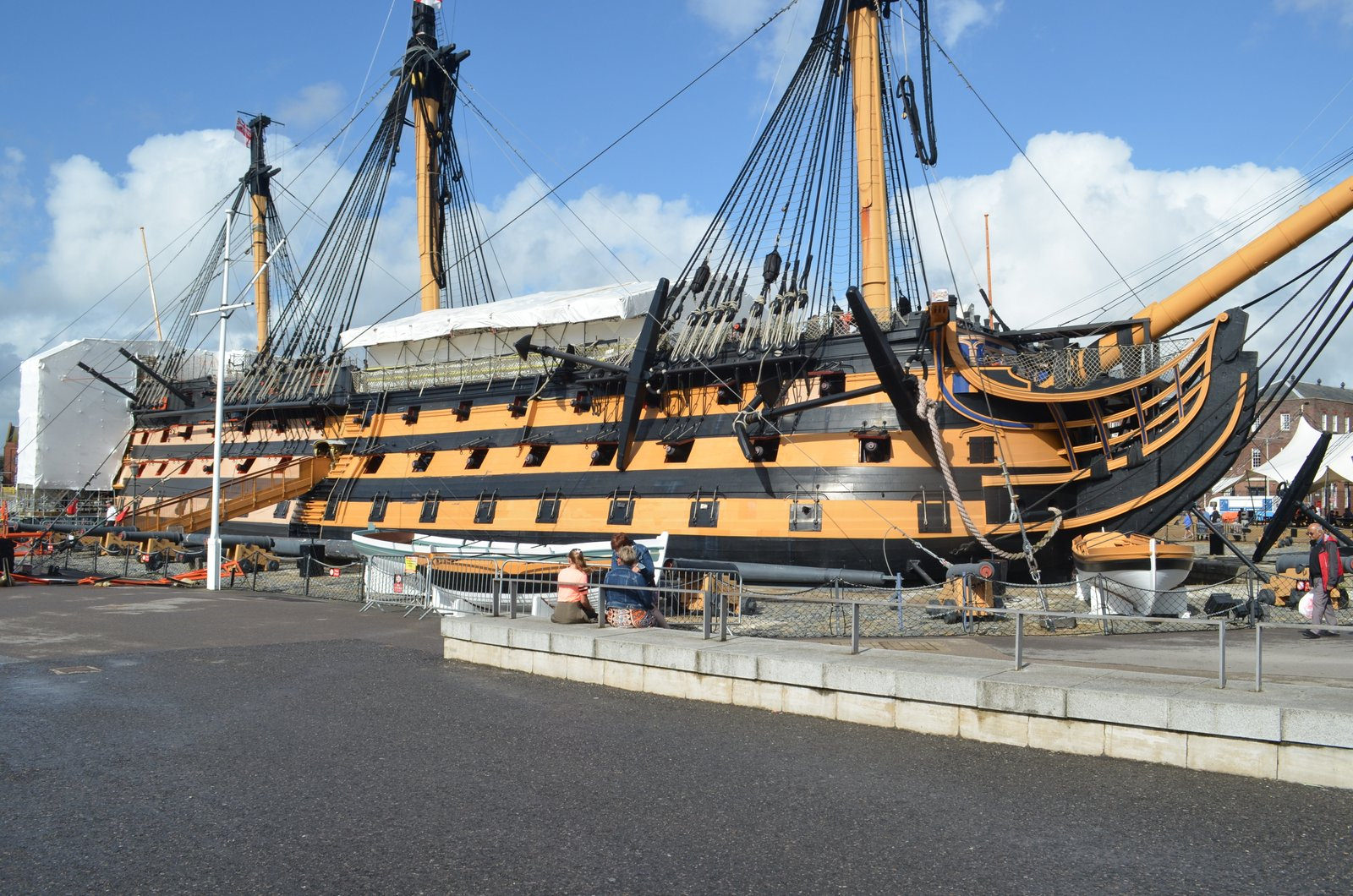
El Victory desde estribor mostrando el esquema de pintura negro y amarillo-ocre exhibido por primera vez en 1800 y después adoptado por todos los navíos de guerra de la Royal Navy.

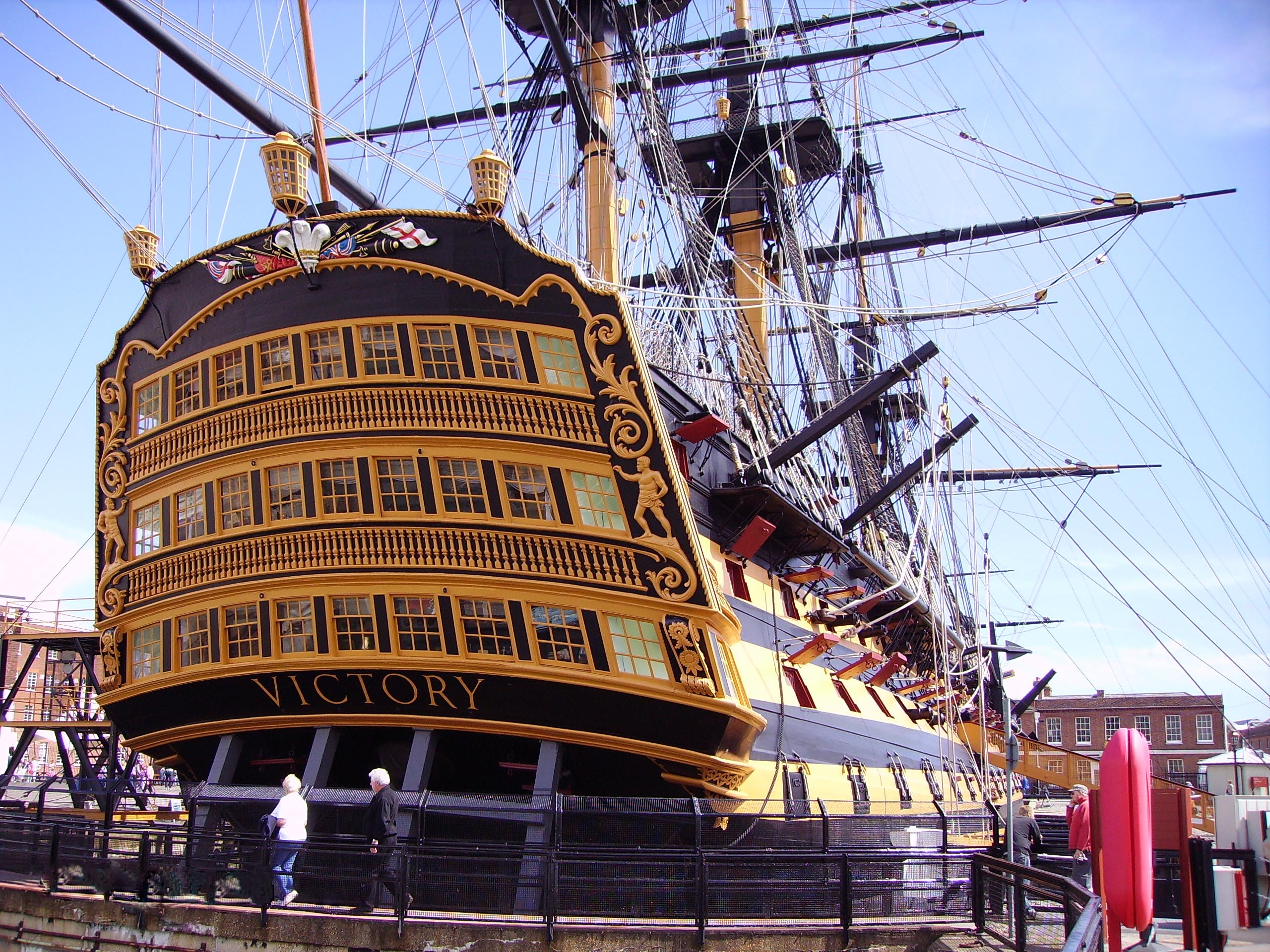
Espejo del Victory

En 1921, unos apasionados de la historia naval británica fundaron la Save the Victory Fund (que puede traducirse aproximadamente como «Fondo para salvar al Victory»). El Gobierno británico decidió acceder a esta petición para honrar la memoria de Nelson y conmemorar la victoria británica en las guerras napoleónicas, y el 12 de enero de 1922 el buque fue puesto en dique seco en Portsmouth, donde empezó su restauración. Finalmente, después de seis años de obras, el rey Jorge V inauguró el Victory como buque museo, aunque el trabajo de restauración continuó todavía durante un cierto tiempo. En 1941, durante la Segunda Guerra Mundial, el Victory recibió daños en su casco que fueron causados por un bombardeo de la Luftwaffe, pero pudo ser reparado.
Las últimas obras de restauración tuvieron lugar en 2005. El objeto de esta nueva restauración consistió en dar al Victory el aspecto y configuración lo más aproximada a la que el navío tuvo durante la batalla de Trafalgar. Hoy en día, el Victory sigue estando oficialmente en servicio activo, a pesar de estar en dique seco. Posee tripulación e incluso capitán, siendo una de las piezas más simbólicas de la Marina Real por su importancia en su última batalla, que daría a Inglaterra la supremacía marítima por casi 150 años.
El HMS Victory continúa activo como buque insignia del Segundo Lord del Mar, y sigue estando abierto al público como barco museo (recibe más de 350 000 visitantes al año). El Victory es pues el buque de guerra más antiguo del mundo en servicio, con treinta años de ventaja sobre la fragata USS Constitution. Esta última es, sin embargo, el buque más antiguo del mundo en estar en servicio activo y a flote en todo el mundo, además de encontrarse todavía en estado de navegar.